# Frontul I Ucrainean
Frontul I Ucrainean a fost unul Fronturile Armatei Roșii sovietice în timpul celui de-al doilea război mondial. În acest context, termenul "front" este folosit în alt sens decât în cazul frontului de luptă.

## Perioada de existență
Frontul I Ucrainean a fost creat pe 20 octombrie 1943 prin redenumirea Frontului Voronej. Această nouă denumire a reflectat înaintarea spre vest a Armatei Roșii în campania sa împotriva Wehrmachtului Germaniei Naziste, după eliberarea teritoriului RSFS Ruse și începerea luptelor pentru eliberarea RSS Ucrainiene. Luptele frontului au continuat în Polonia, Cehoslovacia și Germania până la victoria împotriva naziștilor.

### 1944
În timpul anului 1944, frontul a participat la bătăliile de la Korsum-Cerkasi și din Punga lui Hube din RSS Ucraineană. A condus Ofensiva Lviv-Sandomierz, în timpul căruia Frontul a controlat Armata I de tancuri de Gardă, Armata a III-a de tancuri de Gardă, Armata a IV de tancuri și Armatele a 3-a și a 5-a de infanterie de Gardă și Armatele a 13-a, a 38-a și a 60-a de infanterie. Anul s-a încheiat cu participarea la bătălia pentru Tarnopol.

### 1945
În timpul anului 1945, Frontul a participat la Ofensiva Vistula-Oder și a dirijat Ofensiva Sileziană și Operațiunea Praga și asediul orașului Breslau. A participat la luptele pentru cucerirea Berlinului. Frontul a coordonat Bătălia de la Halbe, în timpul căreia Armata a 9-a germană a fost distrusă la sud de Berlin. De asemenea, Frontul a contraatacat împotriva ofensivei Armatei Wenck, care avea ca obiectiv despresurarea Berlinului și a Armatei a 9-a germane. Ofensiva Praga a fost ultima operațiune militară la care a participat Frontul și totodată, ultima bătălie importantă a celui de-al doilea război mondial în Europa. 
După încheierea războiului, cartierele generale ale Frontului a format Grupul Central de Forțe ale Armatei Roșii staționat în Austria și Ungaria, fiind principala grupare armată sovietică de apărare așa-numitei Cortine de Fier. 

## Comandanți
- Generalul Nikolai F. Vatutin (octombrie 1943 – martie 1944)
- Mareșalul Gheorghi Jukov (martie 1944 – mai 1944)
- Mareșalul Ivan S. Konev (mai 1944 – mai 1945)